# Denis Roche (1937-2015)
Pour les articles homonymes, voir Denis Roche et Roche (homonymie).
Denis Roche, né à Paris 17e le 21 novembre 1937 et mort à Paris 12e le 3 septembre 2015, est un écrivain, poète, photographe et traducteur français. Il est l’un des représentants de l’avant-garde poétique des années 1960-1970, fondateur de la collection « Fiction & Cie ».

## Biographie

### Enfance
Denis Roche est né à Paris. La profession de son père, prospecteur de pétrole, l'amène à passer sa petite enfance à El Tigre, dans le centre du Venezuela, puis, de ses 4 ans à ses 8 ans, à San Fernando sur l'île de Trinidad. En 1946, après une année au Brésil, la famille rentre en France. Denis Roche passe les sept années suivantes en pension au collège des oratoriens de Juilly.

### Écriture et photographie
Journaliste pigiste pour Les Lettres françaises, il prend en photo Giuseppe Ungaretti qui lui dit : « Venez me voir, vous serez mon Dante et je serai votre Virgile. » Il entretient le même genre de relation avec l'écrivain André Pieyre de Mandiargues.
En 1962, Jean Cayrol publie le premier texte de Denis Roche, Forestière Amazonide, dans la collection « Écrire » au Seuil. Ses premiers livres de poèmes sont édités dans la collection « Tel Quel » : Récits complets en 1963, Les Idées centésimales de Miss Elanize en 1964, Eros énergumène en 1968 et Le Mécrit en 1972. Son œuvre poétique sera rassemblée en 1995 sous le titre La poésie est inadmissible.
En 1967, Denis Roche rencontre Françoise Peyrot, qui devient tout à la fois sa femme, son modèle photographique et sa muse.
Ses photographies font l'objet d'une première exposition en 1978, à la galerie L’Œil 2000 de Châteauroux, et d'un ouvrage, Notre antéfixe, qui devient l’une des références de la « photo-autobiographie ». La Disparition des lucioles, recueil de textes sur l'acte photographique paru en 1982, attire l'attention de la critique. Dès lors, Denis Roche participe à de nombreuses expositions, individuelles ou collectives, en France, mais aussi sur le continent américain, en Europe, ou encore en Syrie ou au Japon. En 1991, son livre Ellipse et laps regroupe l’essentiel de son œuvre photographique. En 1999, il est exposé aux Rencontres d’Arles.
En 2001, une rétrospective lui est consacrée au musée Nicéphore-Niépce de Chalon-sur-Saône, ainsi qu'un ouvrage, Denis Roche. Les preuves du temps, dont Gilles Mora écrit les textes. L'exposition est reprise et complétée à la Maison européenne de la photographie, avec les photographies de l’exposition La question que je pose, créée à Lyon par la galerie Le Réverbère (qui le représente depuis 1989).

Comme l’écrit Jean-Michel Maulpoix, Denis Roche, influencé par Ezra Pound, « prend de vitesse le langage commun » :

« On le sait : il n’y a d’activité humaine, artistique ou non, encore moins littéraire, que de surface. Ainsi de milliards d’hommes appliqués par la plante des pieds sur l’immense pelouse de la terre et qui n’ont que faire du contenu ; ainsi des façades des maisons et des buildings qu’ils lui posent perpendiculairement dessus ; ainsi des draps qui sèchent ; ainsi de l’horizon qui est comme l’électrocardiogramme du mourant, l’horizontal narguant le vertical ; ainsi des toiles que peignent les peintres après s’être assurés qu’elles étaient bien tendues entre leurs cadres de bois ; ainsi également des feuilles de papier, format international, sur lesquelles les écrivains s’acharnent toujours à déposer et à étaler leur encre ou à frapper du carbone ; ainsi de notre peau qui est le peu que nous connaissons de notre corps. »

— Denis Roche, extrait de la préface « Entrée des machines » à « Notre antéfixe », Dépôts de savoir & de technique, p. 99

### Édition
En 1964, Denis Roche devient éditeur : il rejoint les éditions Tchou, où il officiera jusqu'en 1970. De 1962 à 1972, il participe au comité directeur de la revue Tel Quel, fondée par Philippe Sollers.
En 1971, il entre au comité éditorial des éditions du Seuil. Il y dirige notamment la collection « Les Contemporains ». En 1974, il crée sa propre collection de littérature contemporaine, « Fiction & Cie », qu'il dirigera jusqu'en 2005, avant de passer la main à Bernard Comment. À propos de son titre, il confie dans une interview : « Personne ne comprend que l’important est le mot ‘Cie’ et plus encore le signe ‘&’ ». Il y publie des auteurs considérés comme avant-gardistes, novateurs. Quelques titres deviennent des best-sellers, comme Le Nouveau Désordre amoureux, de Pascal Bruckner et Alain Finkielkraut en 1977, ou La Vie amoureuse de Catherine M., de Catherine Millet, en 2001. Cinq de ses propres livres sont édités dans cette collection.
Son influence dans le monde littéraire lui ouvre les portes du jury du prix Médicis, dont il fait partie jusqu’en 2013.
En 1980, il fonde avec Gilles Mora, Bernard Plossu et Claude Nori Les Cahiers de la photographie. Le no 23, paru en 1989, lui est consacré.

### Traduction
Entre 1966 et 1972, il traduit plusieurs œuvres de l'anglais ou de l'américain, dont les Cantos pisans d’Ezra Pound, ainsi que des textes de Charlotte Brontë, Patrick Branwell Brontë, Harry Mathews.
Il meurt à Paris le 3 septembre 2015,

## Publications
- Forestière Amazonide, Seuil, coll. « Écrire », 1962
- Récits complets, Seuil, coll. « Tel Quel », 1963
- Les Idées centésimales de Miss Elanize, Seuil, coll. « Tel Quel », 1964
- Éros énergumène, Paris, Seuil, coll. « Tel Quel », 1968[12],[13].
- Bernard Dufour : 1958-1971 (catalogue d'exposition, Maison de la culture et des loisirs de Saint-Étienne, 19 novembre 1971-18 janvier 1972), Saint-Étienne, Maison de la culture et des loisirs, 1971.
- Carnac ou Les Mésaventures de la narration, Tchou, 1969 ; réedition : Pauvert, 1985.
- La Liberté ou la Mort, Tchou, 1969.
- Éloge de la véhémence, sérigraphies de Bernard Dufour, Sébastien de la Selle, 1970.
- Lutte & rature, sérigraphies de Bernard Dufour, Sébastien de la Selle, 1972.
- Le Mécrit, Seuil, coll. « Tel Quel », 1972.
- Trois pourrissements poétiques, L'Herne, 1972.
- Louve basse, Paris, Seuil, coll. « Fiction & Cie », 1976[14] ; rééditions : Seuil, « 10/18 », 1980 ; Seuil, « Points » no 492, 1992.
- Matière première, L'Énergumène, 1976.
- Notre antéfixe, Flammarion, coll. « Textes », 1978.
- Antéfixe de Françoise Peyrot, Orange Export Ltd., 1978.
- À quoi sert le lynx ? À rien, comme Mozart, Muro Torto, 1980.
- Dépôts de savoir & de technique, Seuil, coll. « Fiction & Cie », 1980.
- Légendes de Denis Roche, Montpellier, Gris banal éditeur, 1981, 110 p.[15]
- Essai de littérature arrêtée, Ecbolade, 1981.
- La Disparition des lucioles (Réflexions sur l'acte photographique), L'Étoile, coll. « Écrit sur l'image », 1982 ; rééd. Seuil, coll.« Fiction & Cie », 2016.
- Douze photos publiées comme du texte, Orange Export Ltd., 1984.
- Conversations avec le temps, Le Castor astral, 1985[16].
- À Varèse (un essai de littérature arrêtée), William Blake & Cie, 1986.
- Carte d'identité, dessins de Colette Deblé, Unes, 1986.
- Écrits momentanés : chroniques photo du magazine City 1984-1987, Paris audiovisuel, 1988.
- Photolalies. Doubles, doublets et redoublés, Argraphie, 1988.
- Prose au-devant d'une femme, Fourbis, 1988.
- L'Hexaméron (avec Michel Chaillou, Michel Deguy, Florence Delay, Natacha Michel et Jacques Roubaud), Seuil, coll. « Fiction & Cie », 1990.
- Ellipse et laps, Maeght, 1991[2].
- Dans la Maison du Sphinx, Seuil, coll. « La Librairie du XXIe siècle », 1992.
- La poésie est inadmissible, Seuil, coll. « Fiction & Cie », 1995[17].
- Lettre ouverte à quelques amis et à un certain nombre de jean-foutres : 22-25 juin 1995, Paris, Fourbis, 1995, 43 p.[18].
- avec Michel Butor : L'Embarquement pour Cythère, Le Point du jour, 1997.
- Le Boîtier de mélancolie. La photographie en 100 photographies, Paris, Hazan, 1999[19],[20] ; réédition, Paris, Hazan, 2015.
- Éros énergumène, Paris, Gallimard, coll. « Poésie », 2001.
- Les Preuves du temps, texte de Gilles Mora, Paris, Seuil, 2001.
- La photographie est interminable (entretien avec Gilles Mora), Seuil, coll. « Fiction & Cie », 2007[21]
- Avec le mot silence, La Chambre Noire, 2013
- Photolalies, 1964-2010, avec Gilles Mora, Hazan, 2015
- Aller et retour dans la chambre blanche, Filigranes, 2016
- Les Nonpareilles, Lamaindonne, 2017
- Temps profond : essais de littérature arrêtée, 1977-1984, Seuil, coll. « Fiction & Cie », 2019[22].

## Expositions de photographies
- 1991 : Galerie Maeght, Paris[2].
- 1999 : Florence Henri / Denis Roche, commanderie Sainte-Luce, Rencontres internationales de la photographie, Arles
- 2000 : Centre culturel français de Damas, Syrie
- 2001 - 8 avril - 4 juin : Denis Roche. Les preuves du temps, exposition rétrospective, musée Nicéphore-Niépce, Chalon-sur-Saône[23]

puis 12 septembre - 10 novembre : Maison européenne de la photographie, Paris.
- 2001 : La question que je pose, galerie Le Réverbère, Lyon.
- 2002 : galerie Photohof, Salzbourg
- 2002 : galerie Yapi Kredi, Istanbul
- 2004 : École normale supérieure – lettres et sciences humaines, Lyon
- 2004 : galerie Simon-Blais, Montréal
- 2008 : 40 photos inédites 1986-2007, galerie Le Réverbère, Lyon
- 2010 : Les Preuves du temps, galerie Foch, Rodez
- 2015 : bibliothèque Kateb-Yacine, Grenoble
- 2015 - 25 novembre - 14 février : Denis Roche, Photolalies, 1967-2013, Pavillon populaire, Montpellier[25].
- 2016 : Aller et retour dans la chambre blanche, Maison d'art Bernard-Anthonioz, Nogent-sur-Marne
- 2018 : La Montée des circonstances, galerie Folia, Paris.

## Adaptations théâtrales
- 11 juillet - 8 août 1976 : Louve basse, chapelle des Pénitents blancs, Festival d'Avignon. Mise en scène et adaptation de Georges Lavaudant, avec Gilles Arbona, Ariel Garcia-Valdès, Dany Kogan, Alain MacMoy, Hugo Maimone, Tatiana Moukhine[26].
- 17 juillet 1995 : Poésie : Denis Roche : église des Célestins, Festival d'Avignon. Direction artistique de Jean-Marie Gleize, lectures de Jean Bollery, René Farabet[27],[28].

## Prix et récompenses
- 1964 : prix Roberge de l’Académie française pour Récits complets
- 1965 : prix Fénéon pour Les Idées centésimales de Miss Elanize
- 1965 : prix François-Coppée de l'Académie française pour Les Idées centésimales de Miss Elanize[29]
- 1997 : Grand Prix de la photographie de la Ville de Paris, ex aequo avec Marc Riboud[30].
- 1999 : prix André-Malraux pour Le Boîtier de mélancolie, éditions Hazan